# Mighty Morphin Alien Rangers
Mighty Morphin Alien Rangers é a etapa final da terceira temporada de Power Rangers, uma série baseada em Kakuranger, marcando uma temporada de passagem de Mighty Morphin Power Rangers para Power Rangers: Zeo, foram produzidos os últimos dez episódios entre os dias 5 e 17 no mês de fevereiro de 1996. No Brasil, a série foi exibida pela extinta Fox Kids em 1996.

## Enredo
Para deter o avanço iminente do mal, Zordon convoca os Rangers do Planeta Aquitar. Sem acesso aos poderes Rangers e transformados em crianças, somente Billy consegue voltar a sua forma adolescente, as moedas do poder são destruídas e os Rangers devem partir para uma grande aventura em busca do Cristal Zeo para restabelecer a linha do tempo, voltar aos seus tamanhos originais e adquirir novos poderes. As cinco crianças Rangers partem em busca das partes do Cristal Zeo. Enquanto os Rangers espalhavam-se em diferentes partes do mundo, buscando em suas descendências os Cristais Zeo, Zordon convoca os Rangers Aquitarianos para evitar que a Terra fique desprotegida. Os Rangers alienígenas eram os protetores do planeta Aquitar e amigos de Zordon e Alpha 5. Liderados por Delphine; A Ranger Aquitar Branca, os Rangers aquitarianos tinham que salvar os planetas Aquitar e Terra ao mesmo tempo de Hydro Suíno, Lord Zedd, Rita Repulsa e Dom Ritão. Cada Aquitar Ranger tinha um zord chamado Borgs de Combate que foram criados por Ninjor e parecem-se com os Shogunzords. Durante o processo de busca, Aisha decide ficar na África e se dedicar ao cuidado de animais, porém ela manda em seu lugar uma jovem chamada Tanya. Quando os cinco pedaços dos Cristais Zeo foram encontrados, os Rangers e o Planeta voltaram ao normal porém eles não tiveram tempo de comemorar..

## Alien Rangers
| Ator/Atriz | Ator/Atriz    | Personagem | Herói                      | Ranking             | Dublagem Brasil              | Dublagem Portugal |
| ---------- | ------------- | ---------- | -------------------------- | ------------------- | ---------------------------- | ----------------- |
|            | Rajia Baroudi | Delphine   | Ranger Branca de Aquitar   | Líder               | Carmen Sheila/Ângela Bonatti | Cláudia Cadima    |
|            | David Bacon   | Aurico     | Ranger Vermelho de Aquitar | 2º no Comando       | Mário Cardoso                | Carlos Paulo      |
|            | Karim Prince  | Cestro     | Ranger Azul de Aquitar     | O Cérebro da Equipe | Ricardo Vooght               | Miguel Guilherme  |
|            | Alan Palmer   | Corcus     | Ranger Preto de Aquitar    | O Mais Habilidoso   | Carlos Gesteira              | Joel Constantino  |
|            | Jim Gray      | Tideus     | Ranger Amarelo de Aquitar  | O Brincalhão        | Jorge Destez                 | Rui Paulo         |

## Outros Personagens
| Ator                | Personagem                   | Dublagem Brasil     | Dobragem Portugal |
| ------------------- | ---------------------------- | ------------------- | ----------------- |
| Michael R. Gotto    | Tommy Oliver (Criança)       |                     | Cláudia Cadima    |
| Julia Jordan        | Katherine Hillard (Criança)  | Gabriela Cantú      | Teresa Sobral     |
| Sicily Sewell       | Aisha Campbell (Criança)     | Fernanda Crispim    | Cláudia Cadima    |
| Khanya Mkhize       | Tanya Sloan (Criança)        |                     |                   |
| Matthew Sakimoto    | Adam Park (Criança)          | Patrick de Oliveira | Teresa Sobral     |
| Michael J. O'Laskey | Rocky DeSantos (Criança)     |                     | Teresa Madruga    |
| Justin Timsit       | Billy Cranston (Criança)     | Fernando Collins    | André Maia        |
| David Yost          | Billy Cranston (Adolescente) | Eduardo Boughet     | André Maia        |
| Cody Slaton         | Bulk (Criança)               |                     | Teresa Sobral     |
| Ross J. Samya       | Skull (Criança)              |                     | Teresa Madruga    |

## Zords
| Ranger | Ranger                               | Shogunzord          | Borg de combate          |
| ------ | ------------------------------------ | ------------------- | ------------------------ |
|        | Mighty Morphin Alien Ranger Branca   | Shogunzord Branco   | Borg de Combate Branco   |
|        | Mighty Morphin Alien Ranger Vermelho | Shogunzord Vermelho | Borg de Combate Vermelho |
|        | Mighty Morphin Alien Ranger Azul     | Shogunzord Azul     | Borg de Combate Azul     |
|        | Mighty Morphin Alien Ranger Preto    | Shogunzord Preto    | Borg de Combate Preto    |
|        | Mighty Morphin Alien Ranger Amarelo  | Shogunzord Amarelo  | Borg de Combate Amarelo  |

- Borgs de Combate

Os Borgs de Combate são robôs colossais humanóides dos alien rangers. Não têm nenhuma habilidade de transformação, mas têm preferivelmente a mobilidade grande. Os Borgs de Combate eram chamados pelos alien rangers com moedas, e controlada por uma ligação mental, permitindo que os rangers remanesçam fora do campo de batalha durante uma luta. A tecnologia permite uma ligação telepática entre um Borg de combate e um ranger que foi usada mais tarde no Batalha Zord Vermelho.
- ShogunZords

Os Shogunzords eram Zords perdidos e legendários, encontrados por Baboo, Squatt e por Finster de modo que Lord Zedd pudesse usá-los para conquistar a terra. Os rangers foram pilotá-los e impediram Lord Zedd de destruir a terra com eles, na transferência de poderes de Kimberly para Kat. Billy ganhou o controle dos Shogunzords, assim que Zedd perdeu o poder dos Shogunzords. Os Shogunzords poderiam combinar-se e dar forma ao ShogunMegazord, e poderiam fazer uma formação da pirâmide. Foram perdidos quando o tempo na terra foi invertido.
- Falcão Ninja Zord

Usado no último episódio da série e controlado por Billy por controle remoto. Pode soltar Mísseis Poderosos de suas asas e tem Lasers nas asas também. No episódio combina-se com o Shogun Megazord.

## Vilões
- Dom Ritão
- Rito Revolto
- Goldar
- Rita Repulsa
- Lorde Zedd
- Hidro Suíno

## Megazords
| Megazord                    | Zords |
| --------------------------- | --- |
| Shogun Megazord             | Shogunzord Vermelho, Shogunzord Azul, Shogunzord Amarelo, Shogunzord Preto e Shogunzord Branco                    |
| Shogun Mefazord Modo Falcão | Shogunzord Vermelho, Shogunzord Azul, Shogunzord Amarelo, Shogunzord Preto, Shogunzord Branco e Falcão Ninja Zord |

- Shogun Megazord
Essa é a forma Megazord dos Shogunzords. Ele tem uma Espada flamejante que com um ataque destrui todos os inimigos, menos Hydro Hog, que resistiu ao ataque.
- Shogun Megazord Modo Falcão
Esse Megazord é a junção dos Shogunzords com o Falcão Ninja Zord. Foi usado na batalha final contra Hydro Hog para derrotá-lo.

## Episódios
| Nº do Episódio Geral | Nº Do Episódio | Nome Do Episódio Em Inglês       | Nome Do Episódio Em Português | Vilão Principal                                                              | Protagonistas                                                             |
| -------------------- | -------------- | -------------------------------- | ----------------------------- | ---------------------------------------------------------------------------- | ------------------------------------------------------------------------- |
| 146                  | 01             | Alien Rangers of Aquitar Part I  | Os Rangers de Aquitar Parte 1 | Rito Revolto, Goldar e Guerreiros Tenga                                      | Tommy, Rocky, Adam, Billy, Aisha e Katherine crianças                     |
| 147                  | 02             | Alien Rangers of Aquitar Part II | Os Rangers de Aquitar Parte 2 | Professor Longnose, Monstro Visão, Brabby Cabbie, Boca do Lixo, Papagaio Top | 5 Rangers de Aquitar e Alpha 5                                            |
| 148                  | 03             | Climb Every Fountain             | A Fonte                       | Slotsky                                                                      | 5 Rangers de Aquitar e Billy                                              |
| 149                  | 04             | The Alien Trap                   | Armadilha para Aliens         | Irmãos Bárbaros                                                              | 5 Rangers de Aquitar, Billy e Tommy criança                               |
| 150                  | 05             | Attack of the 60' Bulk           | O Ataque do Monstro Bulk      | Bratboy                                                                      | 5 Rangers de Aquitar e Bulk criança                                       |
| 151                  | 06             | Water You Thinking?              | Em Busca do Cristal Zeo       | Witchblade                                                                   | Rocky criança e Cestro (Ranger Azul de Aquitar)                           |
| 152                  | 07             | Along Came A Spider              | Enfrentando a Aranha          | Arachnidor                                                                   | Adam criança e 5 Rangers de Aquitar                                       |
| 153                  | 08             | Sowing The Seeds Of Evil         | Propagando as Sementes do Mal | Guerreiros Tenga                                                             | Tommy criança, Katherine criança, Billy e Cestro (Ranger Azul de Aquitar) |
| 154                  | 09             | Hogday Afternoon, Part 1         | Tarde Seca Parte 1            | Hidro Suíno                                                                  | Aisha criança. Tanya criança e 5 Rangers de Aquitar                       |
| 155                  | 10             | Hogday Afternoon, Part 2         | Tarde Seca Parte 2            | Hidro Suíno, Goldar e Rito Revolto                                           | Aisha, Tanya, 5 Rangers de Aquitar, Billy e Alpha 5 e Zordon              |

- Deixem os desse jeito que aparece: Nº Do Episódio, Nome Do Episódio Em Inglês, Nome Do Episódio Em Português. Isso ajuda a saber qual é o nome original do episódio e o nome traduzido, caso uma pessoa não saiba o nome de um episódio traduzido ou original. Essa pessoa tem a chance de verificar aqui.

## Amigos
Os Alien Rangers se unem com os Zeo Rangers no episódio "The Rangers of the Two Worlds" (tradução "Os rangers de dois mundos")

## Curiosidades
- Aliens Rangers é Adaptação De "Ninja Sentai Kakuranger".[1] Em relação a qual seria a grafia correta dos nomes dos Rangers de Aquitar: nas cenas pós-créditos os nomes dos Alien Rangers são: Delephine, Aurico, Cestra, Tideus e Corcus. Em um roteiro de Power Rangers: Zeo do episódio "Rangers of Two Worlds, part 2" os nomes da Ranger Branca e Ranger Azul aparecem como Delphine e Cestro, e, no jogo online oficial "Power Rangers 20th Anniversary: Forever Red" o nome do Ranger Vermelho aparece como Aurico.[4]
- Essa foi a primeira temporada do Power Rangers cujo tem um Ranger Amarelo Masculino, sendo a segunda Tempestade Ninja, a terceira é Força Mística e quarta será Ninja Steel
- Primeira Temporada dos Power Rangers a ter um ranger branco feminino, sendo a segunda Alyssa de Força Animal, a terceira é de Força Mística e a quarta é de Ninja Steel.
  - Além disso, Delphine é a primeira mulher a assumir a liderança.

## Arsenal
Dispositivos Morphing: Moedas de energia
As moedas de energia são a fonte dos poderes de cada Alien Ranger. Eles transformam sem o uso de um morfador.
Aquitian Sabres
Os Aquitian Sabres foram as principais armas usadas pelos Alien Rangers na sua temporada. Eles trabalharam de forma idêntica à da Terra-feita Katana quando em uso, mas tinha marcas estranhos alienígenas inscrito sobre a lâmina, provavelmente para conceder-lhe maior capacidade de corte.
Laser Aquitian
Pequenas armas laser que poderiam se transformar em uma faca através da remoção da bainha.
Aquitian Punho
O Aquitian punho é um dispositivo de junta.
Luvas
Usadas para invocar os borgs de combate.
Shugunzord